# Avalanche de Linzhi
 (janvier 2023).
L'avalanche de Linzhi est une avalanche survenue le 17 janvier 2023 sur une route à Linzhi, en Chine, vers 19 h 50 (heure normale de la Chine). Vingt-huit personnes ont été tuées et 53 autres ont été secourues, dont cinq grièvement blessées.

## Avalanche
Les rapports locaux ont attribué l'avalanche aux vents violents et au réchauffement des températures, et ont identifié la plupart des victimes comme des voyageurs pendant la ruée vers les voyages printaniers avant le Nouvel An chinois. La route touchée relie Pei (en), au Tibet et la sortie du tunnel de Doxong La (zh), dans le xian de Mêdog. Les victimes ont été piégées à l'intérieur du tunnel et dans leurs véhicules sous la neige et la glace.
Au moins 1 348 sauveteurs et 236 pièces d'équipement ont été déployés, creusant un chemin de 7,5 kilomètres à travers la neige jusqu'à la taille sur un terrain accidenté. Les opérations de sauvetage se sont terminées à 17 h 30 le 20 janvier,,,.